# Таунг
Таунг (Taung) — административный центр местного муниципалитета Большой Таунг в районе Рутх Сегомотси Момпати Северо-Западной провинции (ЮАР). Город назван в честь Тау — вождя народа тсвана. В карьерах городской каменоломни совершена первая археологическая находка останков австралопитека: Бэби из Таунга.